# Купол тысячелетия
Купол тысячелетия (англ. The Millennium Dome) — крупное здание в виде купола, построенное для выставки Millennium Experience, приуроченной к празднованию наступления третьего тысячелетия. Расположено на полуострове Гринвич в юго-восточном Лондоне. Выставка была открыта для посетителей с 1 января по 31 декабря 2000 года.
Проект стал объектом критики, поскольку ожидаемое количество посетителей не было достигнуто, из-за чего возникли финансовые сложности. Выставка и сопутствующий комплекс в настоящее время не существуют, а купол вошел в состав развлекательного комплекса, основной частью которого является Арена O2.
Через западный край Купола тысячелетия проходит нулевой меридиан. Ближайшая станция метро — Норт-Гринвич (англ. North Greenwich).